# Pholiderpeton
Pholiderpeton è un genere estinto di tetrapodi, appartenente agli embolomeri. Visse nel Carbonifero superiore (circa 320 - 306 milioni di anni fa) e i suoi resti fossili sono stati ritrovati in Europa e in Nordamerica.

## Descrizione
Questo animale è noto per alcuni fossili, tra cui uno scheletro incompleto (privo della parte posteriore). I resti indicano che doveva essere un animale di taglia media lungo circa due metri, dal cranio lungo poco più di 20 centimetri. Il corpo doveva essere lungo e flessibile (le vertebre presacrali erano circa 40) e, facendo un raffronto con altri animali simili come Eogyrinus, è possibile che la coda altrettanto lunga fosse piatta lateralmente. Gli arti dovevano essere minuscoli e non adatti alla locomozione terrestre, anche se più flessibili di quelli dell'arcaico Proterogyrinus. A quest'ultimo, Pholiderpeton assomigliava per la regione cervicale, anche se il pleurocentro dell'atlante era pienamente ossificato. La volta cranica e il palato erano uniti solo debolmente; erano presenti staffe massicce, ed era ancora presente l'anocleitro, un osso "relitto" (membro della serie sopracleitrale dei pesci) piccolo e ovale, che si articolava con il cleitro e presente anche in altri tetrapodi arcaici. Nelle vertebre, sia il pleurocentro che l'intercentro erano di forma cilindrica.

## Classificazione
Descritto per la prima volta nel 1869 da Thomas Huxley, Pholiderpeton è noto principalmente per fossili carboniferi ritrovati nello Yorkshire (Inghilterra); la specie tipo è Pholiderpeton scutigerum. Nel 1958 Alfred Romer descrisse un'altra specie, P. bretonense, sulla base di una mandibola proveniente da terreni leggermente più antichi in Nuova Scozia (Canada). Al genere Pholiderpeton è a volte attribuito anche il più noto Eogyrinus, il quale sembrerebbe però essere dotato di un cranio più largo e di orbite meno squadrate.  
Pholiderpeton è un membro degli eogirinidi, un gruppo di tetrapodi arcaici adatti a vivere nell'ambiente acquatico, di grandi dimensioni e sicuramente predatori. Affini a Pholiderpeton erano il già citato Eogyrinus e Pteroplax.

## Paleobiologia
Pholiderpeton e le forme simili dovevano essere predatori di tutto rispetto, che si muovevano agilmente nelle paludi del Carbonifero alla ricerca di prede come pesci e anfibi arcaici.